# Freshwater Bay (Canada)
De Freshwater Bay is een baai in de Canadese provincie Newfoundland en Labrador. De baai is een lange, smalle zijarm van de Bonavista Bay, een grote baai aan de oostkust van het eiland Newfoundland.

## Geografie
De Freshwater Bay is de op twee na langste zij-arm van de Bonavista Bay. De baai is 17 km lang en is vrijwel nergens meer dan 4 km breed. De baai telt verschillende kleine eilandjes. Bij verre het grootste eiland is het centraal gelegen Air Island (0,25 km²). De Freshwater Bay heeft ook een aantal inhammen, waaronder de noordelijk gelegen Clay Cove.
De noordelijke oever van de Freshwater Bay wordt gevolgd door provinciale route 320. In het zuiden van de gemeente Gambo mondt de rivier de Gambo in de baai uit.

### Plaatsen
De enige plaatsen die volledig aan de baai liggen zijn Dark Cove en Middle Brook, allebei buurten van de gemeente Gambo. Het grondgebied van de gemeente Hare Bay reikt in het zuiden ook tot aan het meest noordoostelijke gedeelte van Freshwater Bay.